# Бендер-Торкеман
Бендер-Торкеман або Бандар-Торкаман (перс. بندر ترکمن, Bandar-e Torkaman), раніше Бенде́р-Шах — місто на півночі Ірану в провінції Голестан. Адміністративний центр шахиристану Торкеман. Населення близько 126 тис. (2006), переважно туркмени. Порт на узбережжі Каспійського моря, за 375 км від Тегерана. Кінцевий пункт Трансіранської залізниці. Основа економіки: сільське господарство, вирощування бавовни, виготовлення килимів. Туризм. Розвинуто рибальство, видобуток кав'яру. Місто лежить нижче рівня Світового океану на 24 м.